# Henri Väänänen
Henri Väänänen (...) è un giocatore di football americano finlandese, che gioca come quarterback per gli Helsinki Roosters..
La sua militanza ai Roosters è stata intervallata da periodi in Repubblica Ceca (prima agli Ostrava Steelers e poi ai Brno Sigrs) e in Spagna (ai Fuengirola Potros)